# Solide de Kepler-Poinsot

Appelés solides de Kepler‑Poinsot, les polyèdres réguliers non convexes sont quatre étoilements des solides de Platon de trente arêtes.

Les solides de Kepler-Poinsot sont les polyèdres étoilés réguliers.  Trois sont des dodécaèdres.  Leurs faces sont des polygones convexes réguliers ou des polygones étoilés,  tous isométriques.  Chaque solide possède à chaque sommet le même nombre de faces partageant ce sommet (comparer avec les solides de Platon).
Il existe quatre solides de Kepler-Poinsot :
- le petit dodécaèdre étoilé
- le grand dodécaèdre étoilé
- le grand dodécaèdre
- le grand icosaèdre.

## Géométrie
| Nom                     | Image | Symbole de Schläfli {p,q} | Faces {p} | Arêtes | Sommets {q} figsom. | χ  | Symétrie | Dual                    |
| ----------------------- | ----- | ------------------------- | --------- | ------ | ------------------- | -- | -------- | ----------------------- |
| Petit dodécaèdre étoilé |       | {5/2,5}                   | 12 {5/2}  | 30     | 12 {5}              | -6 | Ih       | Grand dodécaèdre        |
| Grand dodécaèdre étoilé |       | {5/2,3}                   | 12 {5/2}  | 30     | 20 {3}              | 2  | Ih       | Grand icosaèdre         |
| Grand dodécaèdre        |       | {5,5/2}                   | 12 {5}    | 30     | 12 {5/2}            | -6 | Ih       | Petit dodécaèdre étoilé |
| Grand icosaèdre         |       | {3,5/2}                   | 20 {3}    | 30     | 12 {5/2}            | 2  | Ih       | Grand dodécaèdre étoilé |

Le petit et le grand dodécaèdre étoilé ont des faces en forme de pentagrammes non convexes réguliers. Le grand dodécaèdre et le grand icosaèdre ont des faces en forme de pentagones convexes, mais ont des figures de sommets en forme de pentagrammes. La première paire et la deuxième sont les duaux les uns les autres.
Ces figures peuvent induire en erreur, car elles incluent les pentagrammes comme des faces et des figures de sommets. Les faces et les sommets peuvent être supposés de manière erronée où les faces se coupent, mais ils ne sont pas comptés.
Si les intersections sont comptées comme de nouvelles arêtes et de nouveaux sommets, ils ne seront pas réguliers, mais ils peuvent encore être considérés dans les stellations (voir aussi la liste des modèles de polyèdre de Wenninger (en)).

## Histoire
Un petit dodécaèdre étoilé apparait dans une mosaïque du sol de la basilique Saint-Marc de Venise en Italie. Il date du XVe siècle et est quelquefois attribué à Paolo Uccello.
Dans sa Perspectiva corporum regularium (Perspectives des solides réguliers), un livre de gravures sur bois publié au XVIe siècle, Wenzel Jamnitzer dépeint le grand dodécaèdre. Il est clair, à partir de l'arrangement général du livre, qu'il considère les cinq solides de Platon comme réguliers, sans comprendre la nature régulière de son grand dodécaèdre. Il dépeint aussi une figure souvent confondue avec le grand dodécaèdre étoilé, bien que les surfaces triangulaires des bras ne sont pas tout à fait coplanaires, il possède 60 faces triangulaires.
Les solides de Kepler ont été découverts par Johannes Kepler en 1619. Il les obtint par stellation du dodécaèdre convexe régulier, d'abord en le traitant comme une surface plutôt qu'un solide. Il nota qu'en étendant les arêtes ou les faces du dodécaèdre convexe jusqu'à ce qu'elles se rencontre à nouveau, il pouvait obtenir des pentagones étoilés. De plus, il reconnut que ces pentagones étoilés étaient aussi réguliers. Il trouva deux dodécaèdres étoilés de cette manière, le petit et le grand. Chacun possède la région convexe centrale de chaque face "cachée" avec l'intérieur, avec seulement le bras triangulaire visible. L'étape finale de Kepler fut de reconnaitre que ces polyèdres coïncidaient avec la définition des solides réguliers, même s'ils n'étaient pas convexes, comme l'étaient les solides de Platon traditionnels.
En 1809, Louis Poinsot redécouvrit ces deux figures. Il a considéré aussi les sommets étoilés aussi bien que les faces étoilés, et ainsi découvrit deux étoiles régulières de plus, le grand icosaèdre et le grand dodécaèdre. Certaines personnes appellent celles-ci les solides de Poinsot. Poinsot ne savait pas s'il avait découverts tous les polyèdres étoilés réguliers.
Trois ans plus tard, Augustin Cauchy démontra que la liste était complète, et presque un demi-siècle plus tard Bertrand fournit une démonstration plus élégante en facettant les solides de Platon.
Les solides de Kepler-Poinsot reçurent leurs noms l'année suivante, en 1859, par Arthur Cayley.

## La caractéristique d'Euler
Un solide de Kepler-Poinsot couvre sa sphère circonscrite plus d'une fois. À cause de cela, ils ne sont pas nécessairement topologiquement équivalent à la sphère comme le sont les solides de Platon, et en particulier, la caractéristique d'Euler
S - A + F = 2
n'est pas toujours valide.
La valeur de la caractéristique d'Euler χ dépend de la forme du polyèdre. Considérons par exemple le petit dodécaèdre étoilé . Il est constitué d'un dodécaèdre régulier avec une pyramide pentagonale sur chacune de ses douze faces. Chacune des douze faces est un pentagramme avec la partie pentagonale cachée dans le solide. La partie extérieure de chaque face est constituée de cinq triangles qui se touchent seulement en cinq points. Alternativement, nous pourrions compter ces triangles comme des faces séparées - il y en 60 (mais ils sont seulement des triangles isocèles, et non des polygones réguliers). De manière similaire, chaque arête serait maintenant divisée en trois arêtes (mais alors, ils sont de deux sortes). Les "cinq points" que l'on vient de mentionner, forment ensemble les 20 sommets supplémentaires, ainsi, nous avons un total de 32 sommets (de sortes, de nouveau). Les pentagones internes cachés ne sont pas nécessaires pour former la surface du polyèdre et peuvent disparaitre. Maintenant, la relation d'Euler est valable : 60 - 90 + 32 = 2. Néanmoins, ce polyèdre n'est pas celui décrit par le symbole de Schläfli {5/2,5}, et donc, ne peut pas être un solide de Kepler-Poinsot même s'il y ressemble encore d'aspect extérieur.

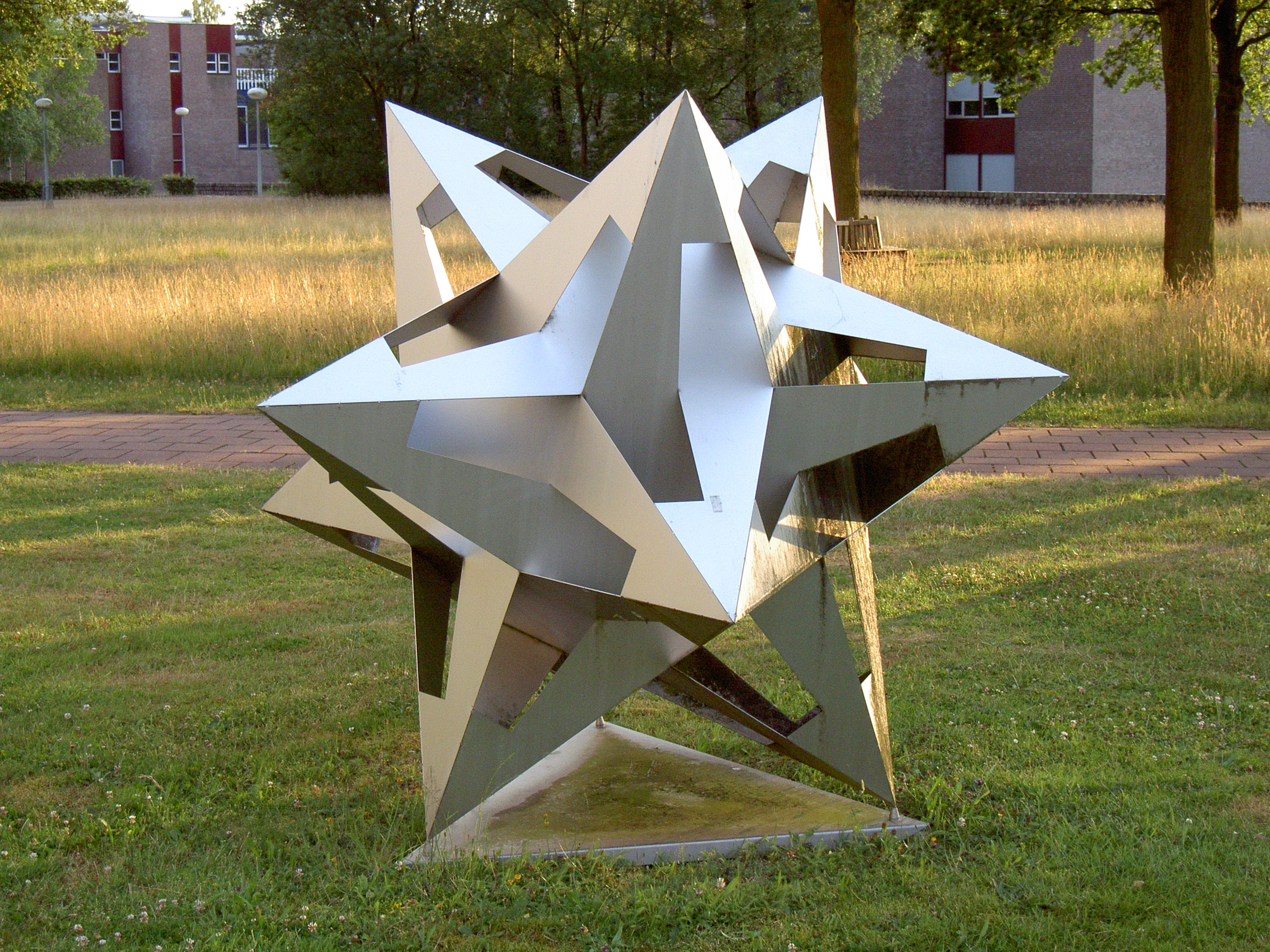
Sculpture reproduisant le petit dodécaèdre étoilé de la Gravitation d'Escher, à l'université de Twente

## Anecdotes
- Une dissection d'un grand dodécaèdre a été utilisée pour le puzzle des années 80, l'étoile d'Alexandre.
- L'intérêt de l'artiste M.C. Escher dans les formes géométriques a souvent conduit à baser ses travaux sur des solides réguliers ou à les inclure; Gravitation (en) est basé sur un petit dodécaèdre étoilé.